# Prime Numbers
Prime Numbers è un album live degli Alphataurus, pubblicato nel 2014.

## Descrizione
Il disco è il secondo album dal vivo registrato dalla band dopo la pubblicazione del secondo album in studio, AttosecondO.
La versione CD e la versione in LP presentano entrambe quattro tracce, per una durata complessiva di quasi cinquanta minuti, mentre la versione DVD presenta undici tracce totali, sette delle quali registrate durante il concerto per la prima reunion ufficiale della band nel 2010, per un totale di settanta minuti. Le tre tracce live successive a Gocce, versione radio registrata in occasione del Record Store Day del 2013, sono state registrate rispettivamente al Teatro Albatros di Genova nel 2011, al World Music Studio di Pessano con Bornago nel 2012, e a Il Giardino Music Club di Lugagnano nel 2012. L'etichetta Disk Union ha inoltre pubblicato una edizione dell'album in doppio CD e DVD per il mercato giapponese, con 15 tracce totali.

## Tracce
1. Gocce (radio edit) – 5:09 (Claudio Falcone, Fabio Rigamonti, Guido Wassermann, Pietro Pellegrini)
2. Claudette (Live 2011) – 13:29 (Guido Wasserman, Fabio Rigamonti, Pietro Pellegrini)
3. Valigie di terra (Live 2012) – 15:29 (Claudio Falcone, Fabio Rigamonti, Giorgio Santandrea, Guido Wassermann, Pietro Pellegrini)
4. Dopo l'uragano (Live 2012) – 11:57 (Funky (Vittorio De Scalzi), Pietro Pellegrini)

Durata totale: 46:04

## Musicisti
- Pietro Pellegrini - organo, sintetizzatore
- Giorgio Santandrea - batteria in Claudette
- Guido Wassermann - chitarra, voce, tastiere in Claudette
- Andrea Guizzetti - pianoforte, sintetizzatore, voce
- Fabio Rigamonti - basso, voce
- Claudio Falcone - voce solista, percussioni
- Alessandro "Pacho" Rossi - batteria , percussioni
- Mietek Glinkowski - violino in Dopo L'uragano